# Die Herzen der Männer
Die Herzen der Männer ist das Regie-Debüt des Franzosen Marc Esposito aus dem Jahr 2003.

## Handlung
Alex, Jeff, Manu und Antoine sind Freunde aus gemeinsamen Fußballtagen vor 25 Jahren. Mittlerweile sind sie finanziell und beruflich erfolgreich, hatten aber auch diverse Fehlschläge in ihren Beziehungen zu Frauen. Jeff hat sich vor 15 Jahren von seiner Ehefrau getrennt, nachdem diese eine Abtreibung vornahm und führt nun eine Beziehung mit einer jungen Studentin, die halb so alt ist wie er. Alex, der mit Jeff eine Sportzeitung herausgibt, hat diverse Beziehungen, von denen seine Frau zwar nicht weiß, die sie aber erahnt. Manus letzte Beziehung ist ebenfalls vor Jahren gescheitert. Einzig Antoine führt eine mustergültige Ehe.
Der Tod von Manus Vater ist der Auftakt eines Frühlings, in dem alle vier ihr bisheriges Leben, in dem sie sich bequem eingerichtet hatten, neu überdenken müssen. Antoines Frau gesteht ihm, dass sie einen einmaligen Seitensprung hatte. Obwohl sie beteuert, ihn immer noch innig zu lieben, kann er nicht mehr mit ihr leben und verlässt sie. Der ruhige Manu lernt eine ziemlich ausgeflippte Frau kennen und beginnt, in der Beziehung vergessen geglaubte Gefühle zu entwickeln. Alex wird seiner Affäre mit einer Bekannten überdrüssig und beendet sie. Er rauft sich mit seiner Frau zusammen, ohne freilich auf die kleinen Seitensprünge im Büro verzichten zu wollen. Jeff, der sich noch immer weigert, mit seiner Ehefrau zu sprechen, beginnt nach der Hochzeit ihrer gemeinsamen Tochter langsam wieder auf sie zuzugehen. Gleichzeitig beschließt er, seine Anteile an der Firma an Alex zu verkaufen und sich aus dem Berufsleben zurückzuziehen. Er kauft ein Grundstück auf dem Land, wohin er mit seiner Freundin zieht.  Als sich die Freunde im Sommer dort treffen, taucht auch Antoines Frau auf und endlich kommt es zur Versöhnung.

## Hintergrund
Gérard Darmon und Marc Lavoine waren bereits 2002 in einem Film zusammen zu sehen gewesen, hatten aber in Neil Jordans The Good Thief keinen gemeinsamen Auftritt.

## Kritik
„Die Herzen der Männer ist eines dieser französischen Feel-Good-Movies nach deren Betrachtung man das Kino einfach gutgelaunt verlassen muss. … Marc Esposito hat einen humorvollen Debütfilm abgeliefert, der eigentlich nur aus Frankreich stammen kann. Getragen wird der Film durch das hervorragende Spiel seiner Hauptcharaktere. Man kann einfach nicht anders, als das Quartett, trotz seiner Macken, als sympathisch zu empfinden.“ (Kinozeit.de)
Rolf-Ruediger Hamacher lobt die Darsteller, die bisher nur Nebenrollen spielen durften, hier aber richtig auftrumpfen: „Obwohl die Freunde im Mittelpunkt stehen, lässt Esposito die Frauen nicht zu Stichwort-Geberinnen verkommen. Im Gegenteil: Sie und ihre Stärken bringen die Männer letztlich zur Einsicht, dass die Liebe das Wichtigste im Leben ist. […] Der Blick in die Herzen der Männer ist ein erwachsener, berührt in seinen traurigen und melancholischen Momenten, ohne sentimental zu sein, und lässt ohne Schadenfreude über ihre Unzulänglichkeiten schmunzeln.“ (film-dienst 08/2004)

## Auszeichnungen
Marc Esposito erhielt 2003 eine Nominierung beim Montreal World Film Festival für den Grand Prix des Ameriques, Marc Lavoine 2004 für den César als Bester Nebendarsteller.